# Rio Leão
O rio Leão é um curso de água do estado de Santa Catarina, no Brasil.